# آگوستوس او. استنلی
آگوستوس او. استنلی (به انگلیسی: Augustus O. Stanley I) سناتور سابق عضو حزب دموکرات ایالات متحده آمریکا بود. وی در سال ۱۹۱۹ تا ۱۹۲۵ میلادی سناتور ایالت کنتاکی در سنای ایالات متحده آمریکا بود.